# Herwig Büchele
Herwig Büchele (* 27. Februar 1935 in Feldkirch) ist österreichischer Theologe und Autor.

## Leben
Büchele studierte Wirtschaft und Philosophie in Innsbruck und war seitdem Mitglied der schlagenden und deutschnationalen Innsbrucker akademischen Burschenschaft Brixia, der bereits sein Vater Sepp Büchele angehört hatte.
Er studierte Theologie von 1965 bis 1970 in Löwen. Er ist Ordensmann der Jesuiten und wurde 1969 zum Priester geweiht.
Von 1972 bis 1983 war Büchele Leiter der Katholischen Sozialakademie Österreichs. Büchele war von 1978 bis 2001 Professor für Christliche Gesellschaftslehre an der Universität Innsbruck und dort von 1995 bis 1999 Dekan der Theologischen Fakultät. Seit 2001 ist Büchele emeritiert.
Büchele ist Mitinitiator des Netzwerks von Christen zur Unterstützung der Global Marshall Plan Initiative.

## Schriften
- Zu einer konkreten Ontologie der Gesellschaft: der positive Humanismus und das Problem der Universalisierung der Denkform von Karl Marx, Pustet, München 1974, ISBN 3-7916-0119-9.
- Christsein im gesellschaftlichen System: sozialethische Reflexionen über den Zusammenhang von Glaube und sozio-ökonomischen Strukturen, Europaverlag, Wien 1976, ISBN 3-203-50580-0.
- mit Harry Hoefnagels, Bruno Kreisky: Kirche und demokratischer Sozialismus, Europaverlag, Wien 1978, ISBN 3-203-50659-9.
- Politik wider die Lüge: zur Ethik der Öffentlichkeit, Europaverlag, Wien 1982, ISBN 3-203-50797-8.
- mit Lieselotte Wohlgenannt: Grundeinkommen ohne Arbeit: auf dem Weg zu einer kommunikativen Gesellschaft, Europaverlag, Wien 1985, ISBN 3-203-50898-2.
- mit Günter Baadte: Christliche Gesellschaftslehre : eine Ortsbestimmung, Styria-Verlag, Graz 1989, ISBN 3-222-11872-8.
- mit Lieselotte Wohlgenannt: Den öko-sozialen Umbau beginnen: Grundeinkommen, Europaverlag, Wien 1990, ISBN 3-203-51101-0.
- Christlicher Glaube und politische Vernunft: für eine Neukonzeption der katholischen Soziallehre, Europaverlag, Wien 1990, ISBN 3-203-50999-7.
- SehnSucht nach der schönen neuen Welt, Kulturverlag, Thaur 1993, ISBN 3-85395-175-9.
- Eine Welt oder keine: sozialethische Grundfragen angesichts einer ausbleibenden Weltordnungspolitik, Tyrolia-Verlag, Innsbruck 1996, ISBN 3-7022-2022-4.
- mit Erich Kitzmüller: Das Geld als Zauberstab und die Macht der internationalen Finanzmärkte, Lit-Verlag, Wien 2004, 2005, ISBN 3-8258-8281-0.[5]
- Vor der Gefahr der Selbstauslöschung der Menschheit: die Zeichen der Zeit – theologisch gedeutet, Lit-Verlag, Wien 2006, ISBN 3-8258-9067-8.
- mit Wilhelm Guggenberger: Dramatische Ethik, Lit-Verlag, Wien 2008, ISBN 978-3-7000-0837-8.
- Global governance: eine Herausforderung der Global-Marshall-Plan-Initiative, Lit-Verlag, Wien 2008, ISBN 978-3-7000-0774-6.
- Gott finden – Christliche Positionen versus atheistische Lebensentwürfe. Pustet Verlag, 2009, ISBN 978-3-7917-2203-0.
- Gewaltfrei leben – Die Herausforderung der Bergpredigt – Utopie oder Chance? Pustet Verlag, 2010, ISBN 978-3-7917-2283-2.
- mit Anton Pelinka (Hrsg.): Friedensmacht Europa – Dynamische Kraft für Global Governance? University Press, Innsbruck 2011, ISBN 978-3-902719-79-9.
- mit Anton Pelinka (Hrsg.): Qualitatives Wirtschaftswachstum – eine Herausforderung für die Welt. University Press, Innsbruck 2012, ISBN 978-3-902811-65-3.
- Spiritualität und politischer Kampf aus dem Geist der Bergpredigt. Mahatma Gandhi und Martin Luther King. University Press, Innsbruck 2012, ISBN 978-3-902811-87-5. Dieses Büchlein widmet Büchele Jean Goss, welche ihm während seiner Studienzeit in Löwen mit dem Vortrag Die Gewaltfreiheit die Bergpredigt in einer neuen Sicht vermittelte.
- Zum Gleichnis vom barmherzigen Vater. Der Traum von Gerechtigkeit und Friede. Wagner Verlag, Linz 2013, ISBN 978-3-902330-82-6.
- Der Seher von Patmos. Grundgedanken zum Buch der Offenbarung. Wagner Verlag, Linz 2013, ISBN 978-3-902330-83-3.
- Der Prophet Jona. Ein Künder der Barmherzigkeit und Gerechtigkeit Gottes wider Willen. Wagner Verlag, Linz 2013, ISBN 978-3-902330-90-1.
- mit Anton Pelinka (Hrsg.): Weltinnenpolitik. university press, Innsbruck 2013, ISBN 978-3-902936-21-9.

## Auszeichnungen
- 2009: Vorarlberger Wissenschaftspreis[6]
- 2014: Silbernes Ehrenzeichen des Landes Vorarlberg[7]